# برايان كليفتون
برايان كليفتون (بالإنجليزية: Brian Clifton)‏ (15 مارس 1934 في المملكة المتحدة - ) هو لاعب كرة قدم بريطاني في مركزي الوسط والهجوم. لعب مع غريمسبي تاون ونادي ساوثهامبتون ونادي غاينسبورو ترينيتي ونادي بوسطن تاون ‏ ونادي بوسطن يونايتد.